# Lucie Silvas
Lucie Silvas (* 4. září 1977 Kingston upon Thames jako Lucie Joanne Silverman) je anglická zpěvačka a skladatelka.
Její otec pochází z Nového Zélandu a matka ze Skotska. Po otci je židovského původu. Má dvě sestry. Jejím manželem je hudebník John Osborne.
Hudbě se věnuje od pěti let. Začínala jako doprovodná zpěvačka Judie Tzuke, s níž spolupracovala na debutovém albu Breathe In. Zaměřila se na žánry country a adult contemporary, její pěvecký projev ovlivnil také jazz, soul a gospel. Její duet s Marcem Borsatem „Every Time I Think of You“ byl v roce 2006 na čele nizozemské hitparády.

## Alba
- Breathe In (2004)
- The Same Side (2006)
- Letters to Ghosts (2015)
- E.G.O. (2018)